# ستيفانو بوتيني
ستيفانو والتر بوتيني (بالإيطالية: Stefano Walter Bottini)‏(بيرغامو, 22 أغسطس 1956) هو سياسي إيطالي.

## سيرته
اشتراكي ، انتخب لعضوية مجلس النواب في عام 1992 ، وكان أول نائب أصم  في العالم، في أوروبا وإيطاليا. وقد حل محل النائب فينتشنزو بالزمو، الذي توفي في 2 نوفمبر 1992.

## الروابط الخارجية
- "Scheda del deputato".